# 鄭侯
鄭侯（ていこう、生年不詳 - 紀元前729年）は、燕の君主。哀侯の子で、その後を受けて燕国の君主となった。在位36年。